# João Vincomalo
João Vincomalo (em latim: Ioannes Vincomalus; fl. 451-464) foi um político do Império Bizantino do século V, ativo no reinado dos imperadores Marciano (r. 450–457) e Leão I, o Trácio (r. 457–464). Entre 451-452, foi mestre dos ofícios do Oriente. Nesta função recebeu na corte uma carta de Teodoreto, que o agradecia por tê-lo ajudado a anular uma sentença de exílio a qual foi condenado, e participou em quatro sessões do Concílio de Calcedônia. Em 453, foi nomeado cônsul. Por volta de 464, foi ordenado monge, porém continuou a frequentar a corte na condição de senador.